# Sacramento Surge
De Sacramento Surge (of simpelweg de Surge) is een voormalig professioneel American footballteam uit Sacramento, Californië. De Surge behoorde tot de 10 teams die speelden in de voormalige World League of American Football (WLAF), een semi-professionele competitie met teams uit de Verenigde Staten, Canada en Europa. Het team kwam uit in de Noord-Amerika West-divisie.
Zoals veel Amerikaanse teams uit de WLAF werd het team opgericht in 1991 en weer opgeheven in 1992, omdat de investeerders van de NFL niet meer wilde investeren in het toernooi. In het laatste jaar van hun bestaan wonnen de Sacramento Surge de World Bowl door in de finale van deze wedstrijd Orlando Thunder met 21-17 te verslaan.

## Resultaten per seizoen
W = Winst, V = Verlies, G = Gelijk, R = Competitieresultaat
| Seizoen                 | W  | V | G | R                     | Play-off resultaat     |
| ----------------------- | -- | - | - | --------------------- | ---------------------- |
| Sacramento Surge (WLAF) |    |   |   |                       |                        |
| 1991                    | 3  | 7 | 0 | 3e                    | --                     |
| 1992                    | 8  | 2 | 0 | 1e                    | World Bowl II gewonnen |
| Totaal                  | 11 | 9 | 0 | (2-0 in de play-offs) | (2-0 in de play-offs)  |

Noord-Amerika West:
Birmingham Fire · Sacramento Surge · San Antonio Riders
Noord-Amerika Oost:
Montreal Machine · New York/New Jersey Knights · Orlando Thunder · Raleigh-Durham Skyhawks · Ohio Glory
Europa:
Barcelona Dragons · Frankfurt Galaxy · London Monarchs